# Guillaume Flamang
 Guillaume Flamang  (auch: Flameng oder Flamant; * im 15. Jahrhundert; † im 16. Jahrhundert in der Abtei Clairvaux) war ein französischer Dichter.

## Leben und Werk
Guillaume Flamang war Kanoniker an der Kathedrale von Langres. 1499 zog er sich auf die Pfarre von Montheries bei Chaumont zurück. Später trat er bei den Zisterziensern der Abtei Clairvaux ein und starb dort zu einem unbekannten Zeitpunkt.
Flamang ist vor allem bekannt für sein Mysterienspiel über Leben und Martyrium des heiligen Desiderius von Langres (französisch: Saint Didier), dessen 10 000 Verse (mit 116 Rollen) 1482 aufgeführt wurden. Jean Carnandet (1820–1879) gab das Werk 1855 heraus und lieferte auch Informationen zum Verfasser. Demnach übersetzte Flamang noch eine Biographie des Bernhard von Clairvaux (La Vie de Saint-Bernard) aus dem Lateinischen (möglicherweise die Vita tertia des Jean l’Ermite, Prior von Clairvaux), eine Übersetzung, die Carnandet in der Bibliothek von Chaumont in der Hand hatte. Weitere Werke werden von Carnandet genannt: Martyre des Saints-Jumeaux, La Vie de Sainte Asceline, La Vie de Sainte Humbeline (nach Jean l’Ermite), L’épitaphe de Dame Alès ou Alète (1520 in Paris gedruckt) und La Chronique des évêques de Langres (in Versen).

## Werke (Auswahl)
- La vie et passion de monseigneur sainct Didier, martir et évesque de Lengres, jouée en ladicte cité l’an mil CCCC IIIIxx et deux, composée par vénérable et scientificque personne Maistre Guillaume Flamang, chanoine de Lengres. Hrsg. J. Carnandet. Techener, Paris 1855.